# Don't Laugh
Don't Laugh is een nummer van de Amerikaanse techno-dj Josh Wink.

## Achtergrond
De single kwam uit in 1995 en top zes weken op de 13e plaats van de Nederlandse Top 40. Don't Laugh betekent lach niet. Halverwege de track zijn lachgeluiden te horen. Het was Winks grootste wereldwijde hit.